# بدل مطرد
البدَل المُطّرِد هو كل حرف عربي أبدل من حرف ليس من حروف العربية. كقولهم بركار وفرجار في تعريب كلمة پرگار الفارسية فأبدلوا الكاف وحرف الجيم من گ وأبدلوا الباء والفاء من حرفهما.
البدل غير المطرد هو كل حرف عربي أبدل من حرف آخر يوافق العربية. كقولهم إسماعيل في تعريب كلمة إشمائيل العبرية فأبدلوا السين من الشين.